# Oblast' di Tambov
L'oblast' di Tambov (in russo Тамбо́вская о́бласть, Tambóvskaja óblast' ) è una oblast' della Russia europea centrale, con capoluogo Tambov.

## Geografia fisica
L'oblast' si estende per intero nella sezione centrale del vasto bassopiano della Oka e del Don (sezione che a volte viene chiamata bassopiano di Tambov), compreso tra le Alture del Volga ad est ed il Rialto centrale russo ad ovest.
Il territorio è solcato da numerosi fiumi, appartenenti ai bacini idrografici del Don e della Oka; fra i principali sono la Cna, la Vorona, il Bitjug, la Savala e il Voronež.
Il clima continentale della regione è piuttosto secco; il mese di gennaio, solitamente il più freddo, ha una temperatura media di circa −11 °C, mentre luglio registra una media di circa 20 °C. Le precipitazioni si aggirano intorno ai 500 mm annui, con massimi estivi.
In dipendenza delle condizioni climatiche, la vegetazione più diffusa nella oblast' è la steppa, frequentemente alberata (che copre circa il 90% del territorio), caratterizzata dal černozëm o terra nera (il fertilissimo suolo di prateria); i boschi (misti di conifere e latifoglie) coprono il restante 10% del territorio.

## Geografia umana
La oblast' ha un livello di popolamento in linea con quello medio della Russia europea, intorno ai 30 ab./km²; non esistono città di dimensioni rilevanti a livello nazionale.
Il capoluogo della oblast', e il suo maggiore centro urbano, è la città di Tambov (circa 280 000 abitanti), importante centro industriale sul fiume Cna; nella regione non esistono altre città di grossa dimensione, e gli altri agglomerati urbani di rilievo hanno tutti una popolazione sotto i 100 000 abitanti.

## Economia
Il terreno molto fertile ha favorito lo sviluppo dell'agricoltura (cereali, tabacco e canapa). Di grande importanza le industrie chimiche, meccaniche ed aeronautiche.

## Geografia antropica

### Suddivisioni amministrative

#### Rajon
La oblast' di Tambov è divisa amministrativamente in 23 rajon (fra parentesi i capoluoghi):
- Bondarskij (Bondari)
- Gavrilovskij (Gavrilovka Vtoraja)
- Inžavinskij (Inžavino)
- Kirsanovskij (Kirsanov)
- Mičurinskij (Mičurinsk)
- Mordovskij (Mordovo)
- Moršanskij (Moršansk)
- Mučkapskij (Mučkapskij)
- Nikiforovskij (Dmitrievka)
- Pervomajskij (Pervomajskij)
- Petrovskij (Petrovskoe)
- Pičaevskij (Pičaevo)

- Rasskazovskij (Rasskazovo)
- Ržaksinskij (Ržaksa)
- Sampurskij (Satinka)
- Sosnovskij (Sosnovka)
- Starojur'evskij (Starojur'evo)
- Tambovskij (Tambov)
- Tokarëvskij (Tokarëvka)
- Uvarovskij (Uvarovo)
- Umëtskij (Umët)
- Žerdevskij (Žerdevka)
- Znamenskij (Znamenka)

#### Città
I centri urbani con status di città sono 8 (in grassetto quelli sotto la diretta giurisdizione della oblast'):
- Kirsanov
- Kotovsk
- Mičurinsk

- Moršansk
- Rasskazovo
- Tambov

- Uvarovo
- Žerdevka

#### Insediamenti di tipo urbano
I centri urbani della oblast' aventi status di insediamenti di tipo urbano (posëlki gorodskogo tipa) sono 12:
- Dmitrievka
- Inžavino
- Mordovo
- Mučkapskij

- Novaja Ljada
- Novopokrovka
- Pervomajskij
- Ržaksa

- Sosnovka
- Tokarëvka
- Umët
- Znamenka